# Paul Rivière de Larque
Paul Bruno Alexandre Noé Rivière de Larque est un homme politique français né le 7 novembre 1794 à Banne (Ardèche) et décédé le 10 juillet 1861 à Paris.

## Biographie
Contrôleur principal des contributions directes de Mende sous la Restauration, il est député de la Lozère de 1831 à 1837 et de 1841 à 1848, siégeant dans la majorité soutenant les gouvernements de la Monarchie de Juillet. Il est nommé conseiller référendaire à la Cour des Comptes en 1833.

## Sources
- « Paul Rivière de Larque », dans Adolphe Robert et Gaston Cougny, Dictionnaire des parlementaires français, Edgar Bourloton, 1889-1891 [détail de l’édition]